# Vivienne Osborne

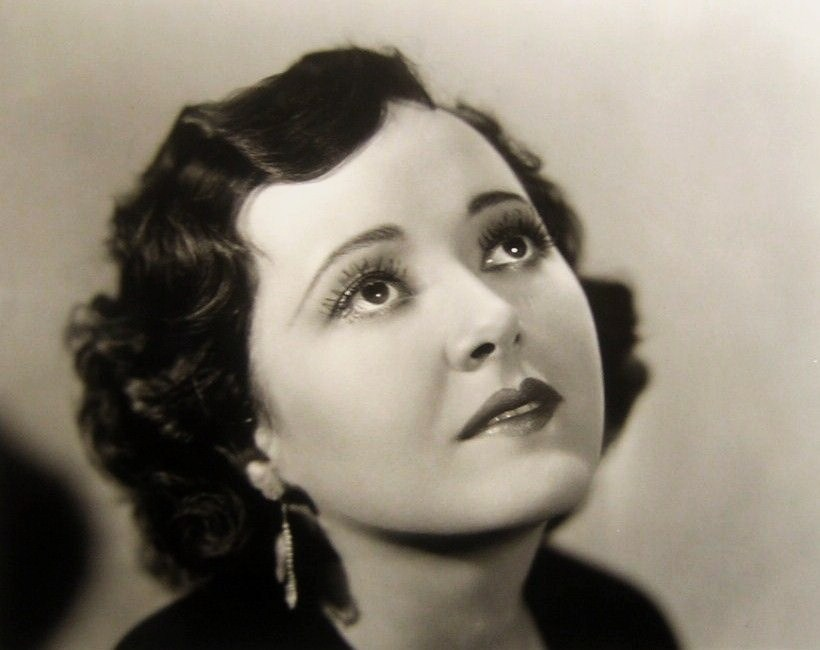
Vivienne Osborne en 1933

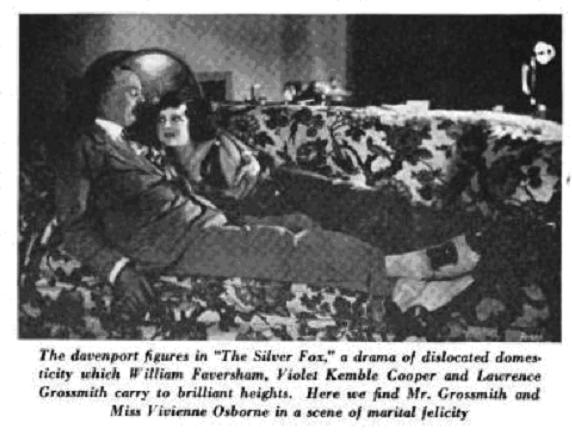
Con Lawrence Grossmith en "The Silver Fox" - Arts and Decoration Magazine, 1921

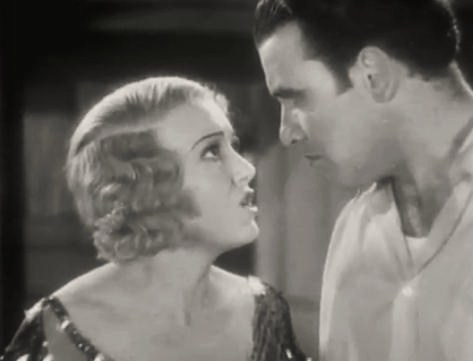
Con Preston Foster en Two Seconds (1932)

Vivienne Osborne (10 de diciembre de 1896 – 10 de junio de 1961) fue una actriz teatral y cinematográfica estadounidense.

## Biografía
Nacida en Des Moines, Iowa, su verdadero nombre era Vera Vivienne Spragg. Osborne empezó su carrera en el teatro con cinco años de edad, y a los 18 ya llevaba varios años actuando en Washington con una compañía de repertorio. Su debut en el circuito de Broadway tuvo lugar en los primeros años 1920, y su primera actuación cinematográfica llegó en 1919, en un film que no llegó a estrenarse. A lo largo de su trayectoria alternó el trabajo cinematográfico con la actividad teatral en Broadway.
La primera película muda de Osborne fue The Gray Brother, pero no llegó a estrenarse. Desde marzo hasta diciembre de 1928 ella actuó en la versión musical producida por Florenz Ziegfeld de la obra The Three Musketeers. Tras esta actuación, Douglas Fairbanks le ofreció un papel en la última película muda rodada por él, La máscara de hierro (1929), secuela de la cinta de 1921 The Three Musketeers. En vez de aceptar la oferta, ella eligió quedarse en Nueva York y continuar con su carrera. En 1931 fue contratada por Paramount Studios, dedicándose a interpretar papeles de carácter, pero después pasó a Warner Bros. con la intención de conseguir mejores actuaciones. Más adelante dejó la Warner y firmó un contrato de tres años con RKO Pictures. Su última película fue Dragonwyck, de Joseph L. Mankiewicz (1946), interpretada por Gene Tierney y Vincent Price.
Vivienne Osborne falleció en Malibú, California, en 1961. Fue enterrada en el Cementerio Pierce Brothers Valhalla Memorial Park, en North Hollywood, Los Ángeles.

## Filmografía

### Cine mudo
- The Grey Brother (1919)
- In Walked Mary (1920)
- The Restless Sex (1920)
- Love's Flame (1920)
- Over the Hill to the Poorhouse (1920)
- The Right Way (1921)
- Mother Eternal (1921)
- Cameron of the Royal Mounted (1921)
- The Good Provider (1922)

### Cine sonoro

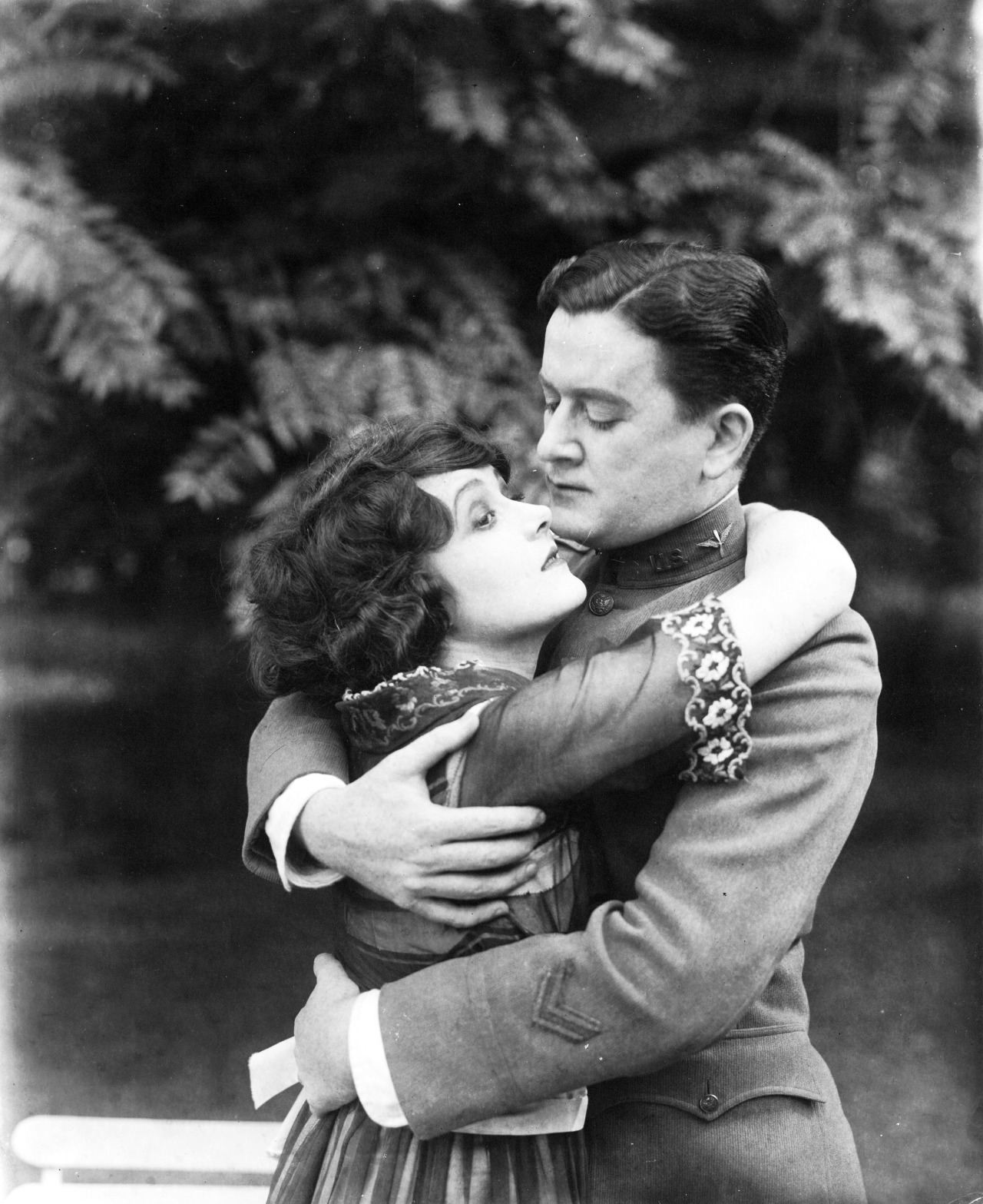
Con Thomas Carrigan en Love's Flame (1920)

- Night Club (1929)
- Morgan's Maruders (1929)
- Masquerade (1931)
- The Beloved Bachelor (1931)
- Husband's Holiday (1931)
- Two Kinds of Women (1932)
- The Famous Ferguson Case (1932)
- Two Seconds (1932)
- Week-End Marriage (1932)
- The Dark Horse (1932)[3]
- Life Begins (1932)
- Men Are Such Fools (1932)
- Luxury Liner (1933)
- Sailor Be Good (1933)
- The Phantom Broadcast (1933)[4]
- Supernatural (1933)[5]
- Tomorrow at Seven (1933)
- The Devil's in Love (1933)
- No más mujeres (1935)
- Let's Sing Again (1936)
- Follow Your Heart (1936)
- Wives Never Know (1936)
- Sinner Take All (1936)
- Champagne Waltz (1937)
- The Crime Nobody Saw (1937)
- She Asked for It (1937)
- Men Are Such Fools (1938)
- Primrose Path (1940)
- Captain Caution (1940)
- So You Won't Talk (1940)
- I Accuse My Parents (1944)
- Dragonwyck (1946)

## Teatro en Broadway
- 1919-1920 : The Whirlwind, de George C. Hazelton y Ritter Brown
- 1920 : The Bonehead, de Frederic Arnold Krummer
- 1921 : The Silver Fox, de Ferencz Herczeg, adaptación de Cosmo Hamilton, escenografía de William Faversham
- 1922 - 1923 : The Love Child, de Henry Bataille, adaptación de Martin Brown
- 1923 : Scaramouche, adaptación de la novela de Rafael Sabatini
- 1924 : New Toys, de Milton Herbert Gropper y Oscar Hammerstein II
- 1924 : The Blue Bandanna, de Hubert Osborne
- 1925 : Houses of Sand, de G. Marion Burton
- 1925 : Aloma of the south seas, de John B. Hymer y Le Roy Clemens
- 1927 : Fog, de John Willard
- 1927 : One Glorious Hour, de Ella Barnett
- 1928 : The Three Musketeers, comedia musical producida por Florenz Ziegfeld, música de Rudolf Friml, letras de Clifford Grey y P. G. Wodehouse, libreto de William Anthony McGuire, escenografía de Richard Boleslawski
- 1929 : Week-End, de Austin Parker
- 1930 : The Royal Virgin, de Harry Wagstaff Gribble
- 1930 : As Good as New, de Thomas Buchanan, escenografía de Stanley Logan
- 1934 : Order Please, de Edward Childs Carpenter y Walter Hackett